# ژوژو
ژوژو(چینی: 株洲, choo-choh),  یک شهر مرکزی در جمهوری خلق چین است که در هونان واقع شده‌است.

## خصوصیات
ژانژو ۱۱٬۲۶۲ کیلومتر مربع مساحت و ۳٬۸۵۵٬۶۰۹ نفر جمعیت دارد.

## خواهرخوانده
شهرهای ایرد، فردریکستاد، نها ترنگ، پیترماریتسبرگ، پچئون و سومقاییت خواهرخوانده‌های ژوژو هستند.